# Comptosia praeargentata
Comptosia praeargentata är en tvåvingeart som först beskrevs av Macleay 1826.  Comptosia praeargentata ingår i släktet Comptosia och familjen svävflugor. Inga underarter finns listade i Catalogue of Life.